# Історія освоєння мінеральних ресурсів Куби
Історія освоєння мінеральних ресурсів Куби
До відкриття Куби Колумбом (1492 р.) місцеві індіанці використовували кам'яні знаряддя праці. Крім каменю кустарним способом видобували золото з розсипів на річці Арімао. Після колонізації видобуток золота в цьому районі різко підвищився, причому 20 % надходило в іспанську казну. Вже до середини XVI ст. запаси золота виснажилися і видобуток припинився. Всього було видобуто золота на суму 3 млн песо.
З XVI ст. під керівництвом німецького рудознавця й підприємця Х.Тетцеля розроблялися мідні родовища на сході країни (в районі Ель-Кобре). До 1610 р. виплавлену Мідь вивозили в Європу. У XVIII ст. після землетрусу, що зруйнував копальні, видобуток мідної руди було припинено. В 30-ті роки XIX ст. видобуток міді в районі Ель-Кобре поновили (компанія «La Consolidada»). До відкриття великих родовищ міді в Чилі Куба була основним поставником цього металу для Англії. Мідні рудники на Кубі експлуатувалися до 1918 р.
У 2-й половині XIX ст. в країні діяли підприємства по видобутку золота; поблизу Сантьяго-де-Куба діяли 30 шахт, в яких видобували руди міді, заліза, нікелю, хрому, а також асфальт, мармур, пісок . У 1883 р. розвідані родовища залізних руд (південь провінції Ор'єнде), в горах Сьєрра-Маестра виявлені поклади марганцевих руд. З 1881 р. починається видобуток нафти на родовищі Мотембо.
У 1-й половині XX ст. добувалися залізні, мідні, марганцеві, хромові руди. Сировина вивозилася здебільшого в США. В другій половині XX ст. основне місце займають видобуток руд нікелю та нафти. Питома вага гірничої промисловості у валовому продукті Куби на кінець XX ст. становила близько 3 %.
Сьогодні на території Куби розвідані родовища нафти, торфу; руд чорних металів — заліза, марганцю, хрому; руд кольорових металів — міді, нікелю, кобальту, золота; гірничо-хімічної сировини — піриту, фосфоритів; нерудної індустріальної сировини — гіпсу, магнезиту, каоліну; нерудних будівельних матеріалів — цементної сировини, облицювального каменя, флюсового матеріалу, а також мінеральні джерела. Відомі вияви свинцю, цинку, вольфраму, стронцію (цеоліти).
У структурі сучасної гірничої промисловості основне місце (за вартістю продукції) займає нікелева підгалузь. Нова політика лібералізації в економіці сприяє створенню продуктивних СП в гірничодобувній на нафтогазовій промисловості. У 1994 р. на Кубі був створений ряд СП за участю фірм Канади, Мексики та інш. Куба імпортує нафту і нафтопродукти, зріджений газ, кам'яне вугілля, кольорові метали.
Підготовку кадрів гірничо-геологічного профілю на Кубі здійснюють в Гірничо-металургійному інституті м. Моа та в Гаванському політехнічному університеті.